# Квантовая флуктуация
Квантовые флуктуации —  флуктуации энергии единицы объёма вакуума, связанные с рождением и уничтожением виртуальных частиц.
Согласно соотношению неопределённости, связывающему вариацию энергии со временем, значение энергии не может быть установлено с какой угодно точностью, тогда при изменении энергии на величину δE виртуальная частица может рождаться в вакууме на короткий промежуток времени {\displaystyle \delta t\sim \hbar /\delta E}. Вакуумные флуктуации представляют из себя виртуальные частицы, которые всегда создаются в паре частица-античастица. Практическое наблюдение реальности возникновения виртуальных частиц проявляется в эффекте Казимира, лэмбовском сдвиге уровней атомов и в других эффектах квантовой электродинамики.